# Lagarfljót
La Lagarfljót est une rivière d'Islande située dans le nord-est du pays, dans la région d'Austurland. Au sens strict, la Lagarfljót débute à la Lagarfoss, une petite cascade, et après quelques kilomètres, se jette dans la Jökulsá á Brú, juste avant son embouchure dans l'océan Atlantique. Au sens large, la Lagarfljót désigne le cours d'eau prenant sa source au Vatnajökull, dont le cours supérieur est appelé Jökulsá í Fljótsdal, dont le cours moyen est occupé par le Lögurinn, un lac appelé aussi Lagarfljót, et dont le cours inférieur est appelé Lagarfljót.

## Géographie
Au sens strict, la Lagarfljót prend sa source à la Lagarfoss, une cascade marquant l'extrémité du Lögurinn. S'étalant dans la vallée et formant quelques méandres, elle parcourt quelques kilomètres avant de se jeter dans la Jökulsá á Brú, juste avant son embouchure dans la Héraðsflói, une baie de l'océan Atlantique. Son débit moyen à la confluence est alors de 130 m3/s.
Au sens large, la Lagarfljót prend sa source au front glaciaire de l'Eyjabakkajökull, une langue glaciaire du Vatnajökull. Elle parcourt les Hautes Terres d'Islande, s'engouffre dans la Norðurdalur, une étroite vallée, reçoit les eaux de la Kelduá, puis se jette dans le Lögurinn. Dans son cours supérieur, la rivière est alors appelé Jökulsá í Fljótsdal. Le lac étroit et très long qui occupe le cours moyen du cours d'eau se déverse ensuite par la Lagarfoss pour former le cours inférieur de la Lagarfljót qui se jette dans la Jökulsá á Brú. Dans cette acceptation large, la Lagarfljót mesure 140 kilomètres de longueur et a un bassin versant de 2 900 km2.
Depuis la construction de la centrale hydroélectrique de Kárahnjúka, une grande partie du fleuve Jökulsá á Brú est déversé dans le Lagarfljót en amont du Lögurinn[réf. nécessaire].